# Knikkend tandzaad
Knikkend tandzaad (Bidens cernua) is een eenjarige plant uit de composietenfamilie (Asteraceae). Hij bereikt een hoogte van 10 tot 70 cm en heeft een bloeitijd van augustus tot september. Hij groeit voornamelijk in meren en sloten en langs rivieren.
De plant bestaat uit een groep rechte bebladerde stengels met tegenoverstaande getande bladen. In de oksels van deze bladen groeien knikkende bloemhoofdjes. De bloem groeit in een kelk van groene bladachtige omhulselbladen en heeft een rij van kleine, donkere kroonbladachtige schutbladen. De bloem van het knikkend tandzaad zelf is geel en ontwikkelt na de bloeiperiode een stekelige vrucht (nootje) die vaak in de vacht van dieren achterblijft en zich zo verspreidt. De plant komt in grote delen van Europa en Azië voor.

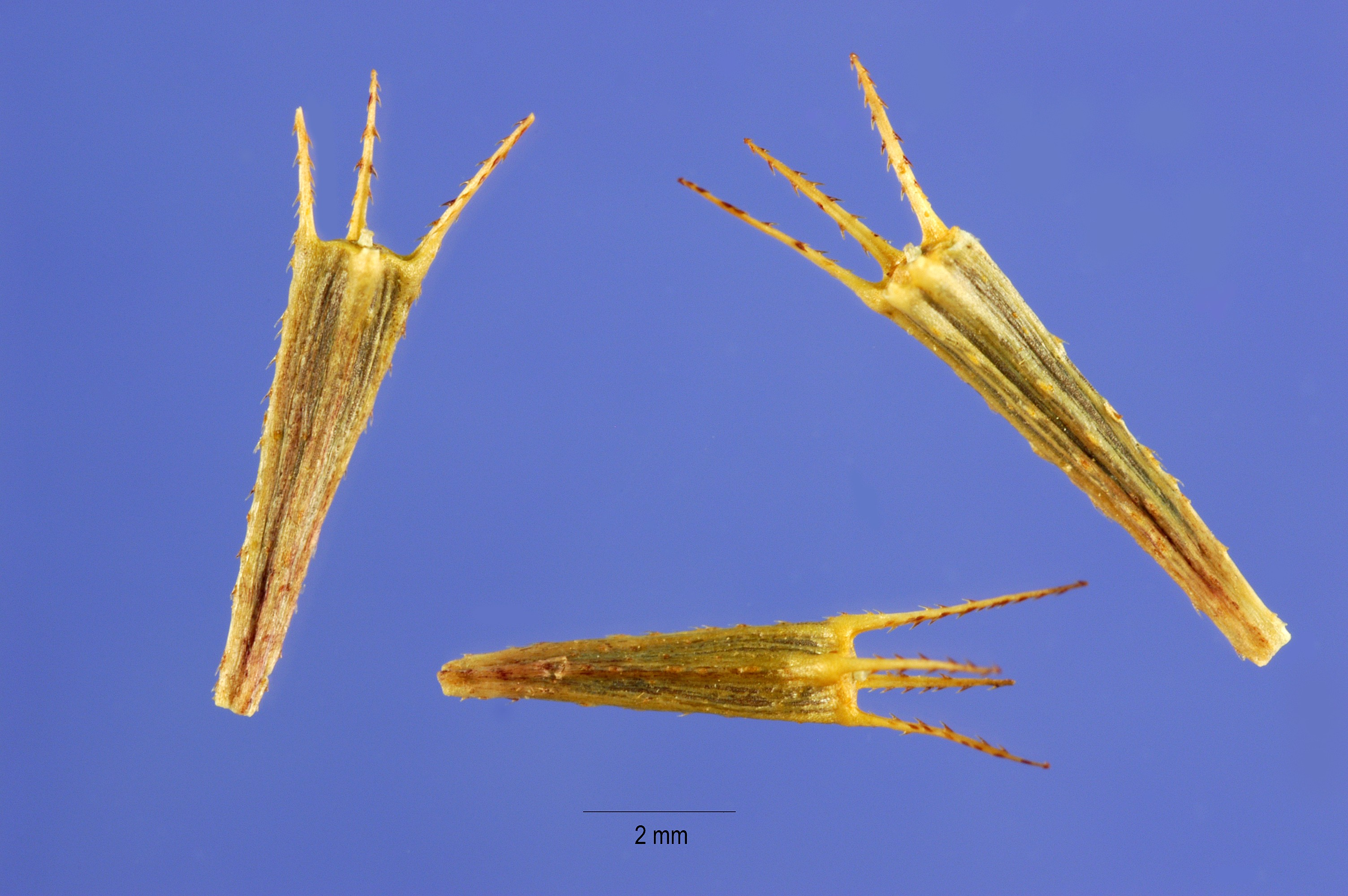
Nootjes